# KFC Hoger Op Kalken
KFC Hoger Op Kalken is een Belgische voetbalclub uit Kalken. De club is bij de KBVB aangesloten met stamnummer 4139 en heeft rood en wit als clubkleuren. 

## Geschiedenis
In 1944 sloot FC Hoger Op Kalken zich aan bij de KBVB en kreeg hierbij het stamnummer 4139. De club speelde zijn gehele bestaan in de provinciale reeksen. In 1994 ontving de club de koninklijke titel waarbij de naam aangepast werd naar KFC Hoger Op Kalken. Pas in 2017 bereikte de club voor de eerste keer Eerste provinciale. Het eerste seizoen nam de ploeg meteen deel aan de eindronde voor promotie naar de nationale reeksen, maar dat lukte niet na verlies tegen Voorde-Appelterre. Vier seizoenen later (in 2022) werd de club kampioen waardoor het voor het eerst zou uitkomen in de Derde afdeling.
Ook bij het debuut in derde amateur speelde HO meteen de eindronde. Na een seizoen net niet lukte het in 2024-2025 weer wel. En na een historische derby tegen RFC Wetteren in de eindronde promoveert Hogerop alsnog naar tweede amateur.

## Bekende (oud-)spelers
- Laurens De Bock
- Issa Traoré
- Tom Boudeweel

## Resultaten
| Seizoen | Klasse | Klasse | Klasse | Klasse | Klasse | Klasse | Klasse | Klasse | Klasse | Reeks                                                    | Punten                                                   | Opmerkingen                                              |
|         | I      | I      | II     | III    | IV     | P.I    | P.II   | P.III  | P.IV   |                                                          |                                                          |                                                          |
| ------- | ------ | ------ | ------ | ------ | ------ | ------ | ------ | ------ | ------ | -------------------------------------------------------- | -------------------------------------------------------- | -------------------------------------------------------- |
| 2006/07 |        |        |        |        |        |        | 2      |        |        | Tweede prov. O-Vl.                                       | 65                                                       |                                                          |
| 2007/08 |        |        |        |        |        |        | 6      |        |        | Tweede prov. O-Vl.                                       | 43                                                       |                                                          |
| 2008/09 |        |        |        |        |        |        | 2      |        |        | Tweede prov. O-Vl.                                       | 58                                                       |                                                          |
| 2009/10 |        |        |        |        |        |        | 5      |        |        | Tweede prov. O-Vl.                                       | 50                                                       |                                                          |
| 2010/11 |        |        |        |        |        |        | 7      |        |        | Tweede prov. O-Vl.                                       | 43                                                       |                                                          |
| 2011/12 |        |        |        |        |        |        | 4      |        |        | Tweede prov. O-Vl.                                       | 54                                                       |                                                          |
| 2012/13 |        |        |        |        |        |        | 8      |        |        | Tweede prov. O-Vl.                                       | 37                                                       |                                                          |
| 2013/14 |        |        |        |        |        |        | 4      |        |        | Tweede prov. O-Vl.                                       | 52                                                       |                                                          |
| 2014/15 |        |        |        |        |        |        | 2      |        |        | Tweede prov. O-Vl.                                       | 54                                                       |                                                          |
| 2015/16 |        |        |        |        |        |        | 2      |        |        | Tweede prov. O-Vl.                                       | 60                                                       |                                                          |
|         | 1A     | 1B     | 1Nat   | 2Afd   | 3Afd   | P.I    | P.II   | P.III  | P.IV   | Vanaf 2016-17 zijn er 3 nationale en 2 regionale niveaus | Vanaf 2016-17 zijn er 3 nationale en 2 regionale niveaus | Vanaf 2016-17 zijn er 3 nationale en 2 regionale niveaus |
| 2016/17 |        |        |        |        |        |        | 1      |        |        | Tweede prov. O-Vl.                                       | 69                                                       |                                                          |
| 2017/18 |        |        |        |        |        | 3      |        |        |        | Eerste prov. O-Vl.                                       | 52                                                       |                                                          |
| 2018/19 |        |        |        |        |        | 10     |        |        |        | Eerste prov. O-Vl.                                       | 39                                                       |                                                          |
| 2019/20 |        |        |        |        |        | 5      |        |        |        | Eerste prov. O-Vl.                                       | 42                                                       | Competitie stopgezet na speeldag 25 door COVID-19.       |
| 2020/21 |        |        |        |        |        | -      |        |        |        | Eerste prov. O-Vl.                                       | -                                                        | Geen competitie door COVID-19.                           |
| 2021/22 |        |        |        |        |        | 1      |        |        |        | Eerste prov. O-Vl.                                       | 67                                                       |                                                          |
| 2022/23 |        |        |        |        | 4      |        |        |        |        | Derde Afdeling VV A                                      | 47                                                       |                                                          |
| 2023/24 |        |        |        |        | 6      |        |        |        |        | Derde Afdeling VV A                                      | 46                                                       |                                                          |
| 2024/25 |        |        |        |        | 4      |        |        |        |        | Derde afdeling VV A                                      | 50                                                       | Promotie. Eindronde gewonnen tegen RFC Wetteren (5-3)    |
| 2025/26 |        |        |        |        |        |        |        |        |        | Tweede afdeling A                                        |                                                          |                                                          |